# NGC 2486
NGC 2486 is een spiraalvormig sterrenstelsel in het sterrenbeeld Tweelingen. Het hemelobject werd op 7 november 1864 ontdekt door de Duitse astronoom Albert Marth.

## Synoniemen
- UGC 4123
- MCG 4-19-11
- ZWG 118.29
- KCPG 150A
- PGC 22317